# Фридрих Австрийски-Тешен
Фридрих Мария Албрехт Вилхелм Карл Австрийски-Тешен (на немски: Friedrich, Erzherzog von Österreich, Herzog von Teschen; Friedrich Maria Albrecht Wilhelm Karl Erzherzog von Österreich; * 4 юни 1856, Жидлоховице, Моравия; † 30 декември 1936, Унгарски-Алтенбург, днес Мошонмадяровар, Унгария) е австрийски ерцхерцог от Тешенския клон на Хабсбургската династия, херцог на Тешен, фелдмаршал на австрийската армия и с ранг генерал-фелдмаршал в пруската армия.

## Биография
Той е син на ерцхерцог Карл Фердинанд Австрийски (1818 – 1874) и съпругата му ерцхерцогиня Елизабет Франциска Мария Австрийска (1831 – 1903), вдовица на ерцхерцог Фердинанд Карл Австрийски-Есте (1821 – 1849), дъщеря на ерцхерцог Йозеф Антон Йохан Австрийски (1776 – 1847) и Мария Доротея Вюртембергска (1797 – 1855). Както баща му и също майка му са внуци на император Леополд II, който така е два пъти прадядо на Фридрих. По-голям брат е на Мария Христина Дезире (1858 – 1929), омъжена 1879 г. за Алфонсо XII, крал на Испания, на Карл Стефан (1860 – 1933), и на фелдмаршал Ойген Фердинанд (1863 – 1954), велик магистър на рицарите от Тевтонския орден. Полубрат е на Мария Тереза Австрийска-Есте (1849 – 1919), съпруга от 1868 г. на баварския крал Лудвиг III (1845 – 1921).
Фридрих започва през 1874 г. своята военна кариера. През 1873 г. става рицар на Ордена на Златното руно. На 18 февруари 1895 г., след смъртта на чичо му ерцхерцог Албрехт, Фридрих става 3. херцог на Тешен.
През 1905 г. заедно с фамилията си се мести от Пресбург/Братислава във Виена и живее в палат Ерцхецог Албрехт, който престроява. Той става генерал инспектор на трупите и през 1907 г. шеф на к.к. защита. Императорът Франц Йосиф I номинира Фридрих на 5 юли 1914 г. за главнокомандващ в случай на война и на 8 декември 1914 г. на фелдмаршал. На 2 декември 1916 г. той е сменен с Карл I и става заместник главнокомандващ. На 11 февруари 1917 г. е отстранен от поста. От тогава той живее в Пресбург/Братислава и Халбтурн, тогава в стара Унгария.
След разпада на Австро-Унгария Фридрих загубва голяма част от именията си. Той напуска и отива в унгарските си имения. През 1921 г. получава унгарско гражданство.
Фридрих умира на 30 декември 1936 г. на 80 години в Унгарски-Алтенбург, днес Мошонмадяровар, Унгария. Погребан е в църквата „Св. Готхард“ до починалата му съпруга през 1931 г. На погребението му присъства унгарския кралски регент Миклош Хорти,

## Фамилия
Фридрих Австрийски-Тешен се жени на 8 октомври 1878 г. в дворец Хермитаж в Белгия/Франция за принцеса Изабела Хедвиг Францска Натали фон Крой-Дюлмен (* 27 февруари 1856, Дюлмен; † 5 септември 1931, Буда Пеща), дъщеря на херцог Рудолф фон Крой (1823 – 1902) и принцеса Натали дьо Лин (1835 – 1863). Те имат девет деца:
- Мария Кристина (1879 – 1962)

⚭ 1902 принц Емануел Алфред фон Залм-Залм (1871 – 1916)
- Мария Анна (1882 – 1940)

⚭ 1903 херцог Елиас Бурбон-Пармски (1880 – 1959)
- Мария Хенриета (1883 – 1956)

⚭ 1908 принц Готфрид цу Хоенлое-Шилингсфюрст (1867 – 1932)
- Натали (1884 – 1898)
- Стефани (1886 – 1890)
- Габриела (1887 – 1954)
- Изабела (1888 – 1973)

⚭ 1912 – 1913: принц Георг Баварски (1880 – 1943)
- Мария Алица (1893 – 1962)

⚭ 1920 Фридрих Хайнрих фрайхер Валдбот фон Басенхайм (1889 – 1959)
- Албрехт II (1897 – 1955)

⚭ 1930 – 1937: Ирена Дора Лелбах (1897 – 1985)
⚭ 1938 – 1951: Каталин Боцскай де Фелзьо-Банйа (1909 – 2000)
⚭ 1951 – 1955: Лйдия Щраус-Дьорнер (1930 – 1998).

## Галерия
- Изабела фон Крой-Дюлмен
- Децата на Фридрих Австрийски-Тешен
- Ерцхерцог Фридрих Австрийски-Тешен и неговата съпруга с майка му Елизабет Франциска и кралица Мария Кристина от Испания и кралица Мария Тереза от Бавария